# Myelomatose
Myelomatose, også kaldet knoglemarvskræft, er en blodsygdom der starter i knoglemarven. I Danmark diagnosticeres der ca. 420 nye patienter pr. år. Sygdommen rammer stamcellerne der bl.a. danner de røde og hvide blodlegemer. Der formodes aktuelt at være ca. 3.400 danskere der lever med sygdommen.

## Symptomer – CRAB og andre
Tidligere brugte man CRAB symptombeskrivelsen til at beslutte igangsættelse af behandling. Problemet med dette er, at det betyder at patienterne først blev behandlet, når de første skader var ved at ske. Det gav dårligere prognose og medførte også at et større antal patienter døde indenfor den første periode efter diagnose. Derfor har man bla. inspireret af IMF (International Myeloma Foundation) IMWG (International Myeloma Working Group) omdefineret kriterierne, så man nu starter behandling når blodprøver, scanninger og andre undersøgelser sandsynliggør at patienten indenfor de næste år risikerer CRAP symptomerne.
CRAB står for (Calcium, Renal, Anemia, Bone). Altså øget kalkindhold i blodet, nyreproblemer, anæmi/blodmangel og knoglebrud.
Nogle af de væsentligste symptomer og skader kan derfor være:
- Knoglesmerter
- Umotiverede knogleskader
- Sammenfald på rygsøjlen
- Svimmelhed, åndeløshed, iltmangel
- Hyppige infektioner
- Nyreskader
- Behandlingsresistente rygsmerter

Dertil kan der være mange diffuse symptomer:
- Generel sløjhed
- Træthed
- Tørst
- Forvirring, problemer med koncentration
- Blødninger (fx tendens til blå mærker)
- Synspåvirkning (sløret syn)
- Vægttab

Symptomerne kan i mange tilfælde henledes til de fire hovedårsager beskrevet som CRAB.

### Slim Crab - indgriben før der opstår skader
Disse nyere kriterier udvider behandlingsgrundlaget for myelomatose. De anvendes både i dansk klinisk praksis og internationalt, fx på det mest anerkendte center for behandling af myelomatose og AL amyloidose, Mayo Clinic i Rochester, USA. De er også grundlaget for IMF og IMWG's kriterier.
- 60 procent (eller flere) plasmaceller i knoglemarven.
- Øget niveau af af frie lette kæder i blodet.
- Mere end en læsion på en MRI scanning (magnetisk resonansbilleddannelse) der viser unormal vævsstruktur eller aktivitet og som er over en vis størrelse, aktuelt 5 mm.

Disse SLiM-kriterier bruges for at identificere højrisiko myelomatose, som har potentiale til hurtigt at udvikle sig til aktiv sygdom.
Vær opmærksom på at disse kriterier kan ændres, efterhånden som der opstår ny viden og efterhånden som diagnosticeringsmetoderne bliver endnu bedre. Vær også opmærksom på at hæmatologerne kan vurdere at det, for den enkelte patient, kan være formålstjenligt at vente med behandling eller at iværksætte behandling tidligere.

### Ved diagnose og ved tilbagefald/relaps
Beslutningerne om iværksættelse af behandling vil oftest være meget individuelle, især ved tilbagefald. Ved første diagnose er der i en del tilfælde allerede opstået skader eller der er overhængende risiko, især hvis det har taget lang tid før patienten fik diagnosen og behandling skal derfor som regel iværksættes med det samme. Ved tilbagefald har patienten typisk været fulgt tæt med kontroller, måske så tæt som hver måned. Derfor kan læge og patient sammen i højere grad sammen beslutte hvornår behandling skal iværksættes, dog altid før der er risiko for de omtalte CRAB skader.

## Diagnose - hvordan?
Ved mistanke om myelomatose er det første oftest at tage blodprøver med fokus på to vigtige indikatorer:
- M-Komponent[7] (monoklonale immunglobuliner). M-komponent forefindes som regel kun hos personer der har myelomatose, forstadier til sygdommen eller AL Amyloidose (der er dog enkelte andre sjældne sygdomme hvor M-komponent kan forekomme). Det betyder at hvis M-komponent er målbar så er oftest der forstadier, aktiv myleomatose eller AL Amyloidose.
- Kappa/Lambda ratio[8] – hvis ratio mellem disse afviger væsentligt fra det normale kan det være et tegn på aktiv myelomatose.
- PET scanning og generel helkrops knoglescanning kan også være relevant og bør gentages løbende, for at sikre at der ikke er ved at opstå alvorlige knogleskader.

Værdierne og ikke mindst progression i M-komponent og forskelle i Kappa/Lambda ratio er dels vigtige for diagnose og anvendes også som udgangspunkt for beslutning om henvisning myelomatosekræftpakke forløb.
Prøver og undersøgelser
- Blodprøver er nødvendige for at påvise især M-komponent i blodet, som er en af de vigtigste markører i forhold til at diagnosticere myelomatose. Tillige kan der ofte ved omfattende udbredelse af sygdommen påvises et fald i flere typer celler i blodet, typisk hvide blodlegemer og røde blodlegemer samt blodplader.
- En urinprøve vil ofte være nødvendig for at undersøge, om nyrerne er blevet påvirket.
- Røntgenundersøgelser kan i nogle tilfælde påvise forandringer i knoglerne.
- CT-scanning bruges ofte i de tilfælde, hvor der er mistanke om knogleforandringer, der ikke kan påvises med røntgen.
- MR-scanning kan være nødvendig for at påvise om myelomatose er behandlingskrævende.

I Danmark er der mange patienter med myelomatose der diagnostiseres meget sent, delvist fordi sygdommen er sjælden og delvist på grund af det diffuse symptombillede. For at finde ud af hvor stort problemet er og om tidligere diagnosticering og behandling kan betyde en forskel for prognosen gennemfører IMF (International Myeloma Foundation) og Island sammen en folkeundersøgelse hvor alle Islændere over 40 år undersøges for forekomsten af myelomatose.

## Årsager
Der er ingen evidens for årsager til myelomatose. Enkelte undtagelser er efter atombomberne i Hiroshima og Nagasaki i 1945, hvor der blandet andre kræftsygdomme også viste sig en overhyppighed af myelomatose. Tilsvarende er der sandsynliggjort en sammenhæng med større atomulykker og myelomatose, bl.a. efter ulykken på Fukushima værket i 2011.
Dertil er det kendt at der er en vis overhyppighed blandt mænd og blandt folk af afrikansk oprindelse.
Antallet af diagnosticerede i bl.a. Europa og USA opleves som stigende, men det kan skyldes bedre og tidligere diagnosticering.
Der er dertil rettet mistanke mod Round Up (Glyfosat) og der er en amerikansk dom hvor Monsanto/Bauer er dømt til at betale erstatning til en myelomatosepatient. Der er dog til nu ingen holdbar evidens for dette.
Grundlæggende er årsagen til sygdommen fortsat er ukendt.

## Uhelbredelig – men behandlelig og til at leve med
Ubehandlet ville myelomatose for mange være dødelig indenfor ganske få år. Typisk på grund af blodmangel, nyreproblemer og medfølgende infektioner.
Myelomatose er aktuelt uhelbredelig men hvor patienterne tidligere i gennemsnit kunne regne med at leve 2-3 år fra diagnosen er det i dag i mange tilfælde en sygdom der opleves som kronisk. Mens mange ældre fortsat kun lever få år efter diagnosen er der i dag også mange der, med de nye behandlinger, lever i både 10 år og meget længere. For nogle patienter opleves lange perioder uden behandling og andre har behov for vedvarende og gentagne behandlinger for at holde sygdommen nede. Så godt som alle vil opleve tilbagefald og at skulle i nye behandlingsforløb.

## Behandling
Behandlingen af myelomatose udvikler sig hurtigt og det betyder at patienterne i løbet af de sidste 10-15 år løbende har oplevet at der er kommet nye behandlingsmuligheder.

### Behandlingslinjer
Standardbehandlingen i Danmark er opdelt i en række linjer. De fleste nydiagnosticerede patienter vil starte med første behandlingslinje.
I behandlingen skelnede man tidligere skarpere efter aldersgrænser, således at patienter under en vis alder fik en behandling i første linje og ældre patienter fik en anden. I dag er dette blødt op og man skelner i højere grad efter hvad patienten forventes at kunne tåle.
Beskrivelsen af linjerne er den der gælder i foråret 2021 men dertil er sygdommen så forskellig fra patient til patient at der vil være variationer.
Behandlingen er defineret i Medicinrådets behandlingsvejledning for Myelomatose.
- Første linje for relativt stærke patienter: Patienter der menes at være stærke nok til det vil få en indledende behandling med en kombination af præparater efterfulgt stamcellehøst og derefter en højdosis behandling med melphalan[17], stamcellestøtte, også kaldet knoglemarvstransplantation.
- Første linje for patienter der ikke kommer i betragtning til knoglemarvstransplantation: I de fleste tilfælde kombinationsbehandling med Velcade (bortezomib) + Revlimid (lenalidomid) + dexamethason. Men alt efter hvordan patienterne tåler det og deres øvrige situation kan andre sæt af behandlinger blive relevante.

I bedste fald fører behandlingen i første linje til at sygdommen går i remission, ikke er til at konstatere, eller i det mindste at den slås tilbage til et niveau hvor den ikke forårsager yderligere skader.
For så godt som alle patienter vil man opleve tilbagefald efter kortere eller længere tid og her vil en del der har fået knoglemarvstransplantation i første linje blive tilbudt denne behandling en gang til.
Når førstelinjebehandlingerne ikke mere tåles eller ikke mere virker rummer behandlingsvejledningen fra Medicinrådet retningslinjer for anden linje og efterfølgende behandlingslinjer.

#### Vedligeholdelsesbehandling
Efter et behandlingsforløb vil mange patienter opleve at sygdommen er bragt helt i ro. Det gælder både efter første behandlingslinje og for en hel del også efter senere behandlingslinjer.
I Danmark gives lenalidomid (ofte kendt under varemærket Revlimid) som vedligeholdbehandling efter at sygdommen er bragt i ro. Revlimid har i internationale protokoller vist sig at kunne forlænge tiden til tilbagefald (PRS, Progression Free Survival) væsentligt, men der er stor diskussion om det også giver længere overlevelse (OS, Overall Survival).
Aktuelt er der en omfattende diskussion om hvorvidt vedligeholdelsesbehandlingen med lenalidomid virkelig er gavnlig, eller om den er skadelig. Forskere ved Rigshospitalet i København, Mads Harsløf og Agoston Szabo har gennemrørt en begrænset undersøgelse  af 364 danske patienter der har modtaget lenalidomid som vedligeholdelse. Det foreløbige resultat, efter 31 måneder viser at der ikke kan påvises nogen positiv virkning – at der ikke er forskel på de patienter der modtager vedligeholdelsesbehandlingen, dem der stopper den og dem der slet ikke har fået den. Forskerne understreger dog, at undersøgelsesperioden fortsat er kort og at der efter deres mening ikke er grundlag for at ændre på den gældende behandlingsvejledning. Medicinrådet har dog besluttet allerede nu at bede Fagudvalget for Knoglemarvskræft om at gennemføre en revurdering. Denne forventes at blive gennemført i løbet af vinteren 2024-25.
Overvejelserne om vedligeholdelsesbehandling med lenalidomid fortsætter og diskussionen bliver yderligere aktuel efter at offentliggørelsen af Progression-free survival as a surrogate endpoint in myeloma clinical trials: an evolving paradigm der konstaterer at der for nogle patientgrupper, især de mere fragile og ældre og dertil patienter med visse varianter af sygdommen kan være tale om at vedligeholdelsesbehandlingen nedsætter overlevelsen.
Det er meget vigtigt at understrege, at i efteråret 2024 er den generelle antagelse fortsat, at vedligehold med lenalidomid, for de fleste patienter vil være en fordel.

#### Andre muligheder for vedligeholdelsesbehandling
Der er studier der viser at vedligeholdelsesbehandling med daratumumab (Darzalex) giver væsentligt bedre resultater end lenalidomid. Daratumumab antages både at være mere effektivt og dertil, for de fleste patienter, at have færre bivirkninger.
Daratumumab bruges i vedligehold både som enkeltpræparat og i kombination med andre midler og både der hvor det anvendes som standardbehandling og i forsøgsprotokoller har resultaterne været overbevisende.
Daratumumab er godkendt til anvendelse i Danmark, men Medicinrådet har ikke godkendt det i de tidlige linjer. Dette skyldes at daratumumab, i modsætning til lenalidomid, fortsat er under patent og derfor er dyrere at anvende.

## Prognose
Det er svært at opstille pålidelige prognoser for patienter med myelomatose. Der er patienter der overlever i årtier og andre der kun lever kort tid med sygdommen. Væsentlige faktorer typen af myelomatosen, den pågældende klon, alder og patientens generelle helbred. Det handler i høj grad om hvorvidt patienten forventes at kunne tåle behandlingerne.
Af dette er det dermed helt klart at statistikken intet siger om den enkelte patients prognose og forventede antal leveår med sygdommen.
Patienter diagnosticeret i 2012-16 havde en gennemsnitlig overlevelse efter 1 år på 85% for mænd og 88% for kvinder. Overlevelsen efter 5 år var 55% for mænd og 58% for kvinder.
I samme periode var der i gennemsnit 443 nydiagnosticerede pr. år mens i gennemsnit 235 døde hvert år.
Uden behandling er den gennemsnitlige overlevelse 7 måneder fra diagnose men med højdosisbehandling og stamcellestøtte (knoglemarvstransplantation), den nuværende første linje for patienter der skønnes at kunne tåle behandlingen, anslås den gennemsnitlige overlevelse at være 5-10 år. Dette dog baseret de medikamenter der indgik i behandlingen der blev givet for 10 år siden, og ikke dem der anvendes i dag.
En international undersøgelse viser at patienter der er under 50 år ved diagnosen og ikke får højdosisbehandling med stamcellestøtte har en median overlevelse på 4,5 år mens dem der får denne behandling har en median overlevelse på 7,5 år. For patenter over 50 år er de samme tal henholdsvis 3,3 år og 5,7 år.
I samme internationale undersøgelse var 10 års overlevelsen 19% efter konventionel behandling og 43% efter højdosis kemoterapi og stamcellestøtte hos de yngre med tilsvarende tal 8% og 29% hos de ældre.
Ovenstående tal må på nuværende tidspunkt, 2024, anses for at være forældede. Der er de seneste år kommet så mange nye og effektive behandlinger som ikke blot er mere effektive, men som også er mindre belastende for patienterne. Og når de nye immunterapier, bispecifikke antistofbehandlinger og ikke mindst CAR-T cellebehandlinger godkendes af Medicinrådet vil overlevelsesstatistikken igen tage et stort ryk opad.
Myelomatose/knoglemarvskræft regnes fortsat for at være en uhelbredelig kræftsygdom med dødelig udgang. Men internationale eksperter som professor Herman Einsele og professor Niels Abildgaard er ikke bange for at sige, at man allerede nu, for nogle patienter, som får de nyeste behandlinger i første linje, formodentlig kan tale om helbredelse.

## Ny forskning, nye fase 1, 2 og 3 (forsøgs) behandlinger
Der er mange forskellige nye udviklinger og de kommer fra mange sider. Det skyldes to vigtige forhold:
- Sygdommen er uhelbredelig og kræver behandling for at patienten kan overleve.
- Ikke alle patienter tåler alle behandlinger. Og dertil vil de fleste patienter vil opleve at den behandling der virker i første omgang ophører med at virke efter kortere og længere tid.

Der er en hel række nye behandlinger undervejs, både helt nyskabende og nogle der er videreudvikling af eksisterende mediciner og nye kombinationer af disse.

### CAR-T
En lovende ny behandlingsform for myelomatose er CAR-T, hvor man udtager hvide blodlegemer fra den enkelte patient, modificerer dem så de "lærer" at angribe myelomatose-kræftceller. Herefter opdyrkes cellerne og sendes tilbage i patienten og forventes at bekæmpe myelomatosen. Denne behandlingsform er først nu ved at gå fra forsøgsplanet og over til at være en del af standardbehandlingen mod myelomatose.
Det amerikanske FDA og det europæiske EMA har godkendt deførste CAR-T behandlinger og i Danmark gennemførtes i 2023 de første danske forsøgsbehandlinger med CAR-T mod myelomatose.

## Forstadier og beslægtede sygdomme – AL Amyloidose
Der er patienter der får konstateret M-komponent uden at have aktiv myelomatose.
- MGUS (monoclonal gammopathy of undetermined significance): Der vil typisk være en meget lav konstateret værdi for M-komponent. Det antages at 1% af alle med MGUS vil udvikle myelomatose hvert år og at ca. 20% af alle MGUS over tid forventes at udvikle myelomatose.
- Smoldering/ulmende Myelomatose: Dette er et mellemstadium mellem MGUS og myelomatose. Der kan være stigende M-komponent men endnu ingen tendenser til CRAB symptomer eller andre skader.

En anden sygdom der i praksis for patienterne har en del til fælles med Myelomatosepatienter er AL Amyloidose som både viser sig at have en del af de samme skader og bivirkninger og hvor behandlingen har meget tilfælles med den der anvendes til myelomatose. Dette på trods af at AL amyloidose ikke er en kræftsygdom. Derfor er både danske Myelomatose-patienter og AL amyloidose-patienter repræsenteret i patientforeningen Dansk Myelomatose Forening.

## Eksterne links og referencer
- Myelomatose i Lægehåndbogen
- Medicinrådets Behandlingsvejledning for myelomatose

| Sygdom | Spire Denne artikel om sygdom er en spire som bør udbygges. Du er velkommen til at hjælpe Wikipedia ved at udvide den. |